# Deinze
Deinze es un municipio de la región de Flandes, en la provincia de Flandes Oriental, Bélgica. Tiene una población estimada, al 1.° de enero de 2021, de 43 922 habitantes.
Se encuentra ubicado al noroeste del país, y esta bañado por el Lys.

## Demografía

### Evolución
Todos los datos históricos relativos al actual municipio, el siguiente gráfico refleja su evolución demográfica, incluyendo municipios después de efectuada la fusión el 1 de enero de 1977.
| Gráfica de evolución demográfica de Deinze entre 1846 y 2021 |
|                                                              |